# Document Object Model

Пример иерархии объектов в HTML DOM

DOM (от англ. Document Object Model — «объектная модель документа») — это не зависящий от платформы и языка программный интерфейс, позволяющий программам и скриптам получить доступ к содержимому HTML-, XHTML- и XML-документов, а также изменять содержимое, структуру и оформление таких документов.
Модель DOM не накладывает ограничений на структуру документа. Любой документ известной структуры с помощью DOM может быть представлен в виде дерева узлов, каждый узел которого представляет собой элемент, текстовый, графический или любой другой объект. Узлы связаны между собой отношениями «родительский-дочерний».
Изначально различные браузеры имели собственные модели документов (DOM), несовместимые с остальными. Для обеспечения взаимной и обратной совместимости специалисты международного консорциума W3C классифицировали эту модель по уровням, для каждого из которых была создана своя спецификация. Все эти спецификации объединены в общую группу, носящую название W3C DOM.
Ещё один интерфейс прикладного программирования, называемый JDOM, обеспечивает более высокий, чем W3C DOM, уровень для работы с XML-документами на Java.

## История
История DOM переплетается с историей «браузерных войн» в конце 1990-х годов между Netscape Navigator и Microsoft Internet Explorer (и между первыми скриптовыми языками JavaScript и JScript) за то, чтобы широко использоваться в механизме вёрстки веб-страниц.

### Традиционный DOM
Язык программирования JavaScript был выпущен фирмой Netscape Communications в 1995 году в рамках веб-браузера Netscape Navigator 2.0. Конкурент фирмы Netscape — фирма Microsoft выпустила позже в том же году веб-браузер Internet Explorer 3.0 с портом JavaScript, названным JScript. JavaScript и JScript позволяют разработчикам создавать веб-страницы, которые были бы интерактивны со стороны клиента. Ограниченные возможности обнаружения создаваемых пользователем событий и изменения документа HTML в первом поколении этих языков в итоге стали известны как «DOM уровня 0» или «традиционный DOM». Для DOM уровня 0 не было разработано никакого независимого стандарта, однако он был частично описан в спецификации HTML4.
Традиционный DOM был ограничен в типах элементов, к которым можно получить доступ. К таким элементам как форма (form), ссылка (link) и изображение (image) можно было обращаться с помощью иерархических имён, которые начинались с корня объекта документа. Иерархическое имя могло использовать либо имя, либо последовательный индекс общего элемента. Например, элемент form input может быть доступен как document.formName.inputName или как document.forms[0].elements[0].
Традиционный DOM давал возможность подтверждения формы с клиентской стороны и популярный эффект «трансформации объекта».

### Промежуточный DOM
В 1997 году — фирмы Netscape и Microsoft выпустили веб-браузеры, соответственно, Netscape Navigator и Internet Explorer версий 4.0, добавив поддержку Dynamic HTML (DHTML), предоставляющего возможность изменения функциональности HTML-документа при его загрузке. DHTML требовал расширений для элементарного объекта document, имевшегося в традиционной реализации DOM. Поскольку JScript был основан на JavaScript — традиционные реализации DOM были в значительной степени совместимы, однако расширения DOM для DHTML были разработаны параллельно каждым из создателей браузера и остались несовместимыми. Эти версии DOM стали известны как «промежуточный DOM».
Промежуточный DOM давал возможность манипулировать свойствами каскадных таблиц стилей (англ. CSS), влияющими на отображение документа. Он также обеспечивал доступ к новому свойству под названием «слои» через свойства document.layers (в Netscape Navigator) и document.all (в Internet Explorer). Из-за исходной несовместимости в промежуточном DOM разработка веб-страниц требовала специальной обработки для каждого случая.
Более поздние версии Netscape Navigator отказались от поддержки промежуточного DOM. Internet Explorer продолжает поддержку своего промежуточного DOM для обратной совместимости.

### Стандартизация

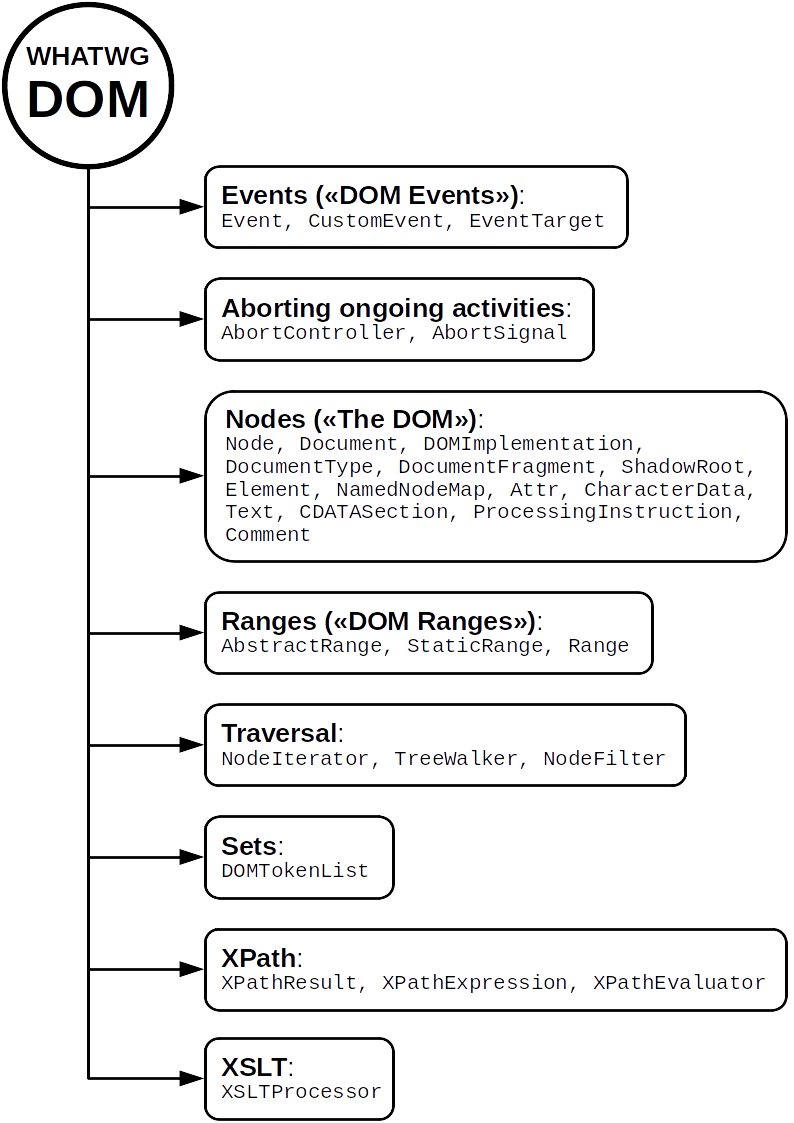
WHATWG DOM

Организация World Wide Web Consortium (W3C), основанная в 1994 году для поддерживания и развития открытых стандартов World Wide Web, заставила Netscape Communications, Microsoft, Apple и другие компании разработать стандарт для браузерных скриптовых языков под названием ECMAScript. Первая версия стандарта была опубликована в 1997 году. Последующие выпуски JavaScript и JScript стали реализовывать стандарт ECMAScript для лучшей межбраузерной совместимости.
После выхода ECMAScript W3C начала работу над стандартизацией DOM. Изначальный стандарт DOM, также известный как «DOM уровня 1», был рекомендован W3C в конце 1998 года. Примерно в это же время вышел Internet Explorer 5.0 с ограниченной поддержкой DOM уровня 1. DOM уровня 1 обеспечил полную объектную модель для всего HTML- или XML-документа, включая способ изменения любой части документа. Неадаптированные браузеры (например: Internet Explorer 4.x, Netscape 4.x) широко использовались вплоть до 2000 года.
DOM уровня 2 был опубликован в конце 2000 года. Он ввёл функцию getElementById, а также модель событий и поддержку XML namespace и CSS. DOM уровня 3, опубликованная в апреле 2004 года, добавила поддержку XPath и обработку событий клавиатуры, а также интерфейс для сериализации документа как XML.
В 2005 году большая часть W3C DOM поддерживалась основными браузерами, удовлетворяющими ECMAScript, в том числе Internet Explorer 6.x (2001 год), Opera, Safari и браузерами, основанными на веб-движке Gecko (в том числе Mozilla, Firefox, SeaMonkey и Camino).

## Реализация DOM в веб-браузерах
Учитывая существование различных реализаций DOM в веб-браузерах, среди программистов распространена привычка сперва проверять работоспособность тех или иных возможностей DOM для каждого конкретного браузера и только потом использовать их. Код ниже иллюстрирует способ проверки браузера на поддержку стандартов W3C DOM перед тем, как запустить код, зависящий от результата этой проверки.
```
  

if
 
(
document
.
getElementById
 
&&
 
document
.
getElementsByTagName
)
 
{

    
// если методы getElementById и getElementsByTagName

    
// доступны, то можно относительно точно предположить поддержку W3CDOM.

 

    
obj
 
=
 
document
.
getElementById
(
"navigation"
)

    
// далее идёт другой код с использованием возможностей W3CDOM.

    
// ….

}

```

Так как DOM поддерживает навигацию в любой области (например, родитель и предыдущий брат) и учитывает произвольные изменения — реализация должна по крайней мере буферизировать документ, который (или некоторая разработанная форма которого) читался до этого времени.

### Браузерный движок
Основная статья: Браузерный движок
Браузеры опираются на свой движок, когда происходит преобразование (парсинг) HTML-файлов в DOM. Некоторые браузерные движки, к примеру, Trident/MSHTML, тем или иным образом имеют привязку к определённому браузеру (в данном случае, к Internet Explorer). Такие же движки как WebKit и Gecko используются во множестве различных браузеров, таких как Safari, Google Chrome, RockMelt, Firefox или Flock. Различные браузерные движки поддерживают стандарты DOM на разных уровнях соответствия.
См. также: Comparison of layout engines (Document Object Model) (англ.)

## Уровни W3C DOM
Текущим уровнем спецификаций DOM является Уровень 2, но тем не менее некоторые части спецификаций Уровня 3 являются рекомендуемыми W3C.
Уровень 0Включает в себя все специфические модели DOM, которые существовали до появления Уровня 1, например, document.images, document.forms, document.layers и document.all. Необходимо обратить внимание, что эти модели формально не являются спецификациями DOM, опубликованными W3C, а скорее являются информацией о том, что существовало до начала процесса стандартизации.
Уровень 1Базовые функциональные возможности DOM (HTML и XML) в документах, такие как получение дерева узлов документа, возможность изменять и добавлять данные.
Уровень 2Поддержка так называемого пространства имён XML <--filtered views--> и событий.
Уровень 3Состоит из шести различных спецификаций:
1. DOM Level 3 Core;
2. DOM Level 3 Load and Save;
3. DOM Level 3 XPath;
4. DOM Level 3 Views and Formatting;
5. DOM Level 3 Requirements;
6. DOM Level 3 Validation.

Эти спецификации являются дополнительными расширениями DOM.

## Приложения

### Веб-браузеры
Веб-браузеры не обязаны использовать DOM, чтобы исполнять HTML-документ. Однако DOM требуется для скриптов JavaScript, которые желают наблюдать или изменять веб-страницу динамически. Другими словами, Document Object Model — это инструмент, с помощью которого JavaScript видит содержимое HTML-страницы и состояние браузера.

## Проблемы
Из-за несовместимости браузеров использование DOM иногда приводит к трудностям HTML-вёрстки и низкой надёжности страниц.

## Спецификации
- Спецификация DOM Level 1
- Рекомендации W3C к Уровню 2:
  - Спецификация DOM Level 2 Core
  - Спецификация DOM Level 2 Views
  - Спецификация DOM Level 2 Events
  - Спецификация DOM Level 2 Style
  - Спецификация DOM Level 2 Traversal and Range
  - Спецификация DOM Level 2 HTML
- Рекомендации W3C к Уровню 3:
  - Спецификация DOM Level 3 Core
  - Спецификация DOM Level 3 Load and Save
  - Спецификация DOM Level 3 Validation
- Документы рабочей группы W3C к Уровню 3:
  - Спецификация DOM Level 3 XPath
  - Спецификация DOM Level 3 Views and Formatting
  - Требования к DOM